# Rawhide (televisieserie)
Rawhide is een Amerikaanse westernserie die op CBS werd uitgezonden van 1959 tot 1966 en ook op de Nederlandse televisie verscheen. Het introlied, "Rawhide", gezongen door Frankie Laine, werd zeer bekend. Lang voor zijn filmcarrière begon was acteur Clint Eastwood hier voor het eerst te zien als cowboy.

## Verhaal
Het is 1869, kort na de Amerikaanse Burgeroorlog, en een groep van zo'n 20 veedrijvers is belast met een cattle drive. Dit was een grote kudde vee, die van een ranch over een grotere afstand naar een marktplaats werd verplaatst, waar de dieren konden worden verkocht. Vele van de destijds gebruikelijke veetransporten gingen van Texas naar de spoorwegstations in  Kansas en Missouri. 
Deze cowboys begeleiden in het verhaal van de serie een kudde vee van de stad San Antonio in Texas naar de stad Sedalia in Missouri. Het vee is eigendom van een aantal kleine veehouders die hun kleinere kuddes hebben samengevoegd tot één grotere. De bestemming van de tocht is de veemarkt van Sedalia waar de kudde verkocht zal worden.
De veedrijvers worden geleid door een 'trail boss', Gil Favor. Favor is niet alleen de baas, maar ook de bankier van de veedrijvers, hij beheert het geld dat nodig is om het vee op zijn bestemming te brengen. Zijn tweede man is de opvliegende, jonge Rowdy Yates. Beide mannen hebben in de Burgeroorlog aan de zijde van de Zuidelijken gevochten en hebben gevechtservaring.
Dat laatste is geen overbodige luxe, want de tocht, de zogenaamde Sedalia Trail zit vol gevaren. Er zijn veedieven, indianen, slechte weersomstandigheden en droogte. Regelmatig slaat de kudde op hol en is er het gevaar dat de drijvers door hun eigen dieren worden vertrapt. Om de gevaren tijdig te lokaliseren is de verkenner Pete Nolan van onschatbare waarde. Hij rijdt voor de kudde uit en verkent de route, uitkijkend naar mogelijke gevaren, maar bijvoorbeeld ook naar goede plekken om een rivier over te steken of te overnachten. Om de drijvers in goede conditie te houden is kok Wishbone een andere pijler waar Gil Favor op kan steunen. De licht ontvlambare Wishbone en zijn koksmaatje Mushy zijn regelmatig de kop van Jut als de drijvers geen of slecht te eten krijgen.
De serie laat overigens zelden de aankomst in Sedalia zien. Meestal is de kudde onderweg en worden de drijvers gevolgd op hun tocht. Het leven was hard en de drijvers kregen ongeveer een dollar per dag voor hun werk. De meeste tochten namen al snel 4 tot 6 maanden in beslag dus ontvingen de cowboys een flink bedrag na de tocht. Het meeste geld ging op aan drank, vrouwen en gokken.
In de meeste afleveringen van Rawhide' worden de drijvers geconfronteerd met voorbijgangers die voor problemen zorgen. Maar deze problemen vallen in het niet bij zaken als droogtes, slecht weer (vaak de oorzaak van de 'stampedes': het op hol slaan van de kudde), wilde dieren als poema’s en wolven en veedieven. Om de laatste groep te kunnen weerstaan zijn alle drijvers gewapend met een revolver en een geweer.
In de serie kwamen belangrijke thema's aan de orde. Zo speelt Robert Culp een ex-soldaat, die verslaafd is aan morfine. Niet alleen indianen, maar ook bijvoorbeeld de Mexicaanse drijver Jesús worden geconfronteerd met discriminatie. Ook zijn er mysterieuze gebeurtenissen. Een vreemde ruiter, die de kudde volgt. Cowboys, die sterven na het zien van een vreemde stier. 
Vele bekende personen traden op in de serie in een gastrol. Dean Martin speelde de revolverheld Canliss. Voorts Charles Bronson, Frankie Avalon, Robert Blake, DeForest Kelley, om er maar een paar te noemen.

## Productie
De serie werd opgenomen in Californië op het buitenterrein van de studio. Hoewel het op het tv-scherm lijkt alsof er duizenden koeien werden opgedreven, waren het er in werkelijkheid maar een stuk of honderd. De andere scènes die de veedrijvers laten zien in hun kamp waar ze zich gereed maken voor hun bivaks in het veld zijn opgenomen in de studio.
De titel is afgeleid van een leersoort die bekendstaat als 'rawhide'. Het is een leersoort die lichter van kleur is dan de normale leersoorten en afkomstig is van de huid van bizons, herten en elanden. Meestal wordt het vlees van de huid geschraapt en wordt de huid gespannen op een frame, waarna het kan drogen. Het resultaat is een harde lichte leersoort die wordt gebruikt om zwepen of vellen voor trommels te maken.
De serie had een zeer herkenbare titelsong, gecomponeerd door Dimitri Tiomkin en van tekst voorzien door Ned Washington. Zanger Frankie Laine was de vertolker.
Rawhide vormde voor acteur Clint Eastwood de grote doorbraak. De Italiaanse regisseur Sergio Leone was in 1963 op zoek naar een Amerikaanse acteur voor een in Europa op te nemen western. De film kreeg de Engelse titel A Fistfull of Dollars en werd met veel succes ook in de VS uitgebracht.

## Rolbezetting
| Acteur         | Personage                  |
| -------------- | -------------------------- |
| Eric Fleming   | Gil Favor                  |
| Clint Eastwood | Rowdy Yates                |
| Paul Brinegar  | George Washington Wishbone |
| James Murdock  | Harkness "Mushy" Mushgrove |
| Sheb Wooley    | Pete Nolan                 |
| Rocky Shahan   | Joe Scarlett               |
| Steve Raines   | Jim Quince                 |

## Op de Nederlandse televisie
Op 2 februari 1963 zond de VARA de eerste aflevering uit. De serie werd op de zaterdagmiddag uitgezonden.
Het Nederlands Instituut voor Beeld en Geluid meldt over het uitzenden van Rawhide door de VARA alleen een aankondiging.